# Nuoto di fondo ai campionati europei di nuoto 2014
Le gare di nuoto di fondo ai Campionati europei di nuoto 2014 si sono svolte dal 13 al 17 agosto 2014. Tutti gli eventi si sono svolti nel bacino Regattastrecke Grünau a Berlino.

## Nazioni partecipanti
Alle competizioni hanno partecipato 22 nazioni.
- Austria
- Bulgaria
- Croazia
- Fær Øer
- Francia
- Germania
- Grecia
- Irlanda
- Israele
- Italia
- Paesi Bassi

- Polonia
- Portogallo
- Rep. Ceca
- Regno Unito
- Russia
- Slovenia
- Spagna
- Svezia
- Svizzera
- Ucraina
- Ungheria

## Calendario
| Data           | Ora   | Evento         |
| -------------- | ----- | -------------- |
| 13 agosto 2014 | 10:00 | 10 km donne    |
| 13 agosto 2014 | 13:30 | 5 km uomini    |
| 14 agosto 2014 | 10:00 | 10 km uomini   |
| 14 agosto 2014 | 13:30 | 5 km donne     |
| 16 agosto 2014 | 10:00 | 5 km a squadre |
| 17 agosto 2014 | 9:00  | 25 km uomini   |
| 17 agosto 2014 | 9:00  | 25 km donne    |

## Podi

### Uomini
| Evento           | Oro            | Tempo     | Argento         | Tempo     | Bronzo           | Tempo     |
| 5 km (dettagli)  | Daniel Fogg    | 53'41"4   | Rob Muffels     | 54'01"8   | Thomas Lurz      | 54'02"6   |
| 10 km (dettagli) | Ferry Weertman | 1h49'56"2 | Thomas Lurz     | 1h49'59"0 | Evgenij Dratcev  | 1h50'00"6 |
| 25 km (dettagli) | Axel Reymond   | 4h59'18"8 | Evgenij Dratcev | 4h59'31"2 | Edoardo Stochino | 5h08'51"0 |

### Donne
| Evento           | Oro                   | Tempo     | Argento               | Tempo     | Bronzo                 | Tempo     |
| 5 km (dettagli)  | Isabelle Härle        | 57'55"7   | Sharon van Rouwendaal | 58'29"9   | Mireia Belmonte García | 58'41"4   |
| 10 km (dettagli) | Sharon van Rouwendaal | 1h56'06"9 | Éva Risztov           | 1h56'08"0 | Aurora Ponselé         | 1h56'08"5 |
| 25 km (dettagli) | Martina Grimaldi      | 5h19'14"1 | Anna Olasz            | 5h19'21"0 | Angela Maurer          | 5h19'21"4 |

### Gara a squadre
| Evento          | Oro                                                              | Tempo   | Argento                                                        | Tempo   | Bronzo                                          | Tempo   |
| 5 km (dettagli) | Paesi Bassi Ferry Weertman Marcel Schouten Sharon van Rouwendaal | 55'47"8 | Grecia Spyridōn Gianniōtīs Antonios Fokaidis Kalliopi Araouzou | 56'05"5 | Germania Rob Muffels Thomas Lurz Isabelle Härle | 56'14"8 |

## Medagliere
| Pos.   | Paese       | Oro | Argento | Bronzo | Totale |
| ------ | ----------- | --- | ------- | ------ | ------ |
| 1      | Paesi Bassi | 3   | 1       | 0      | 4      |
| 2      | Germania    | 1   | 2       | 3      | 6      |
| 3      | Italia      | 1   | 0       | 2      | 3      |
| 4      | Regno Unito | 1   | 0       | 0      | 1      |
| 4      | Francia     | 1   | 0       | 0      | 1      |
| 5      | Ungheria    | 0   | 2       | 0      | 2      |
| 6      | Russia      | 0   | 1       | 1      | 2      |
| 7      | Grecia      | 0   | 1       | 0      | 1      |
| 8      | Spagna      | 0   | 0       | 1      | 1      |
| Totale | Totale      | 7   | 7       | 7      | 21     |